# Married to Order
Married to Order er en amerikansk stumfilm fra 1920 af Charley Chase.

## Medvirkende
- Rosemary Theby som Rose
- Oliver Hardy
- Charley Chase
- Leo White
- Bud Ross